# 首座使徒ペトル・パウェル大聖堂 (サンクトペテルブルク)
首座使徒ペトル・パウェル大聖堂（しゅざしとペトル・パウェルだいせいどう、ロシア語: собор во имя первоверховных апостолов Петра и Павла、英語: Peter and Paul Cathedral）はロシア・サンクトペテルブルクのペトロパヴロフスク要塞にあるロシア正教会の聖堂である。通称・略称としてのロシア語名"Петропавловский собор"の前半部分をそのまま転写してペトロパヴロフスキー大聖堂とも呼ばれる。

## 歴史
この大聖堂は首座使徒たる聖使徒ペトル（ペトロの教会スラヴ語読み）と聖使徒パウェル（パウロの教会スラヴ語読み）を記念するもので、ピョートル1世の命令により1712年から1733年にかけて建設された。尖塔の高さは123メートルあり、正教会の聖堂としては世界屈指の高さを誇る。最高部には十字架につかまった天使の像が取り付けられている。この天使はサンクトペテルブルクを象徴する最も重要なものの一つである。大聖堂内部にはピョートル1世以来の皇帝と皇后の殆どが埋葬されている。
大聖堂の設計はスイス人建築家ドメニコ・トレジーニによるもので、伝統的なロシア正教の様式とは異なり、ピョートル・バロックと呼ばれる。要塞の設計もトレジーニによるものである。ピョートル1世がこの要塞を建造した主な理由は、大北方戦争でスウェーデン海軍の攻撃があった場合の防衛施設とすることにあった。現在はサンクトペテルブルク最古の名所旧跡となっている。
1998年7月、ロシア帝国最後の皇帝で、処刑されたニコライ2世と家族の遺体が大聖堂に埋葬された。
2006年9月、ニコライ2世の母、マリア・フョードロヴナの遺体がデンマークから返還され、大聖堂に埋葬された。

## ギャラリー

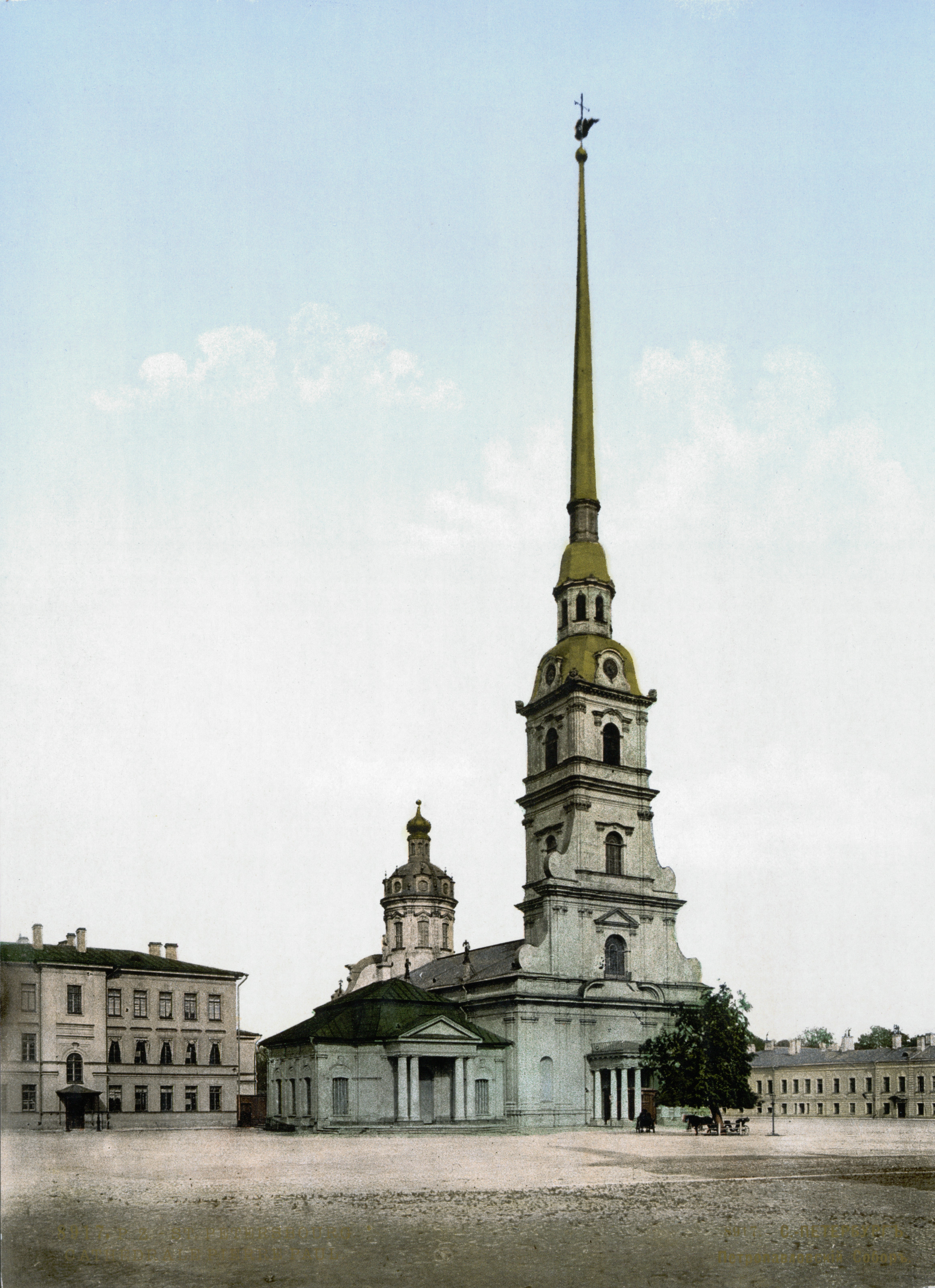
古い絵葉書
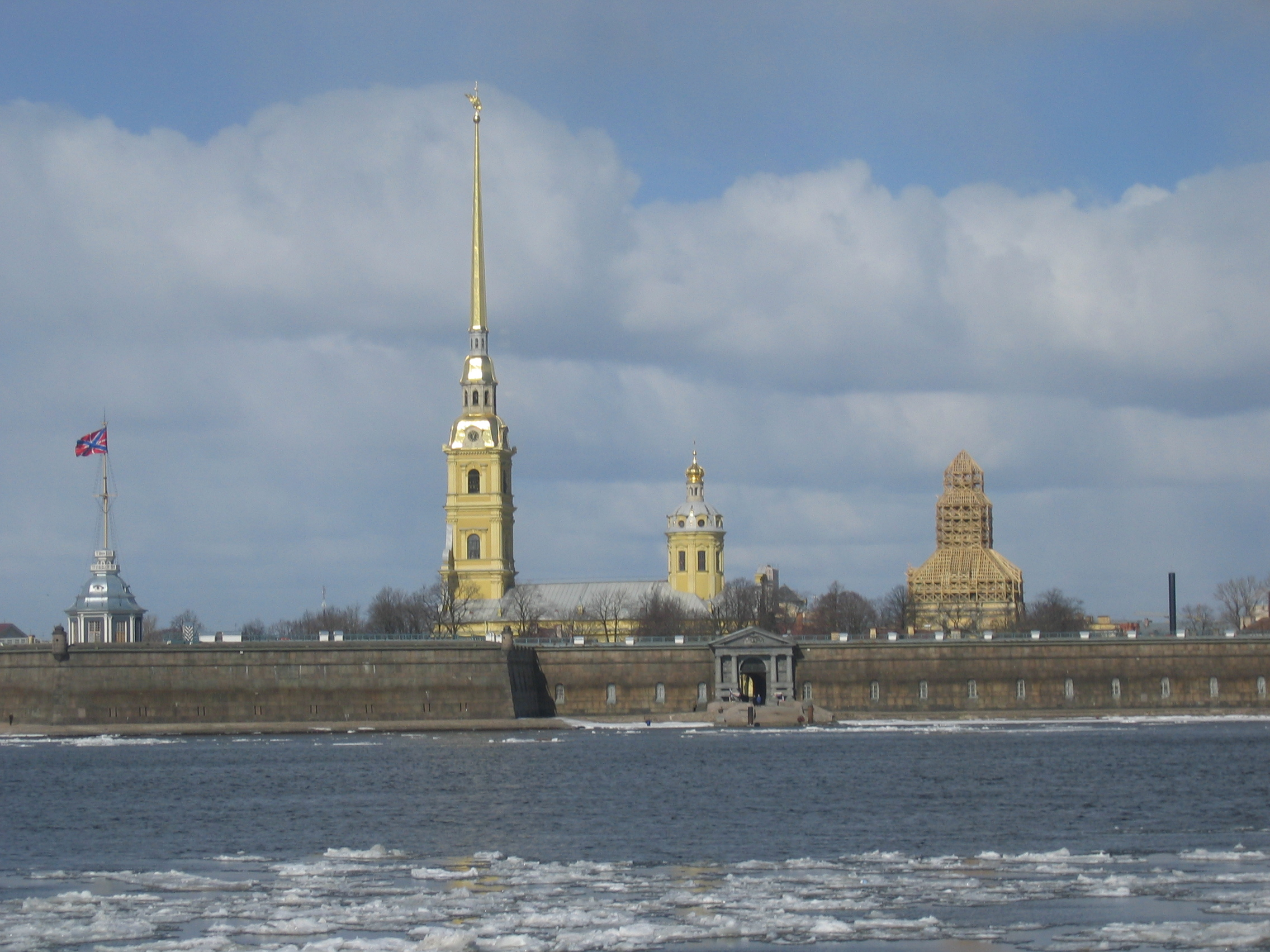
ネヴァ川の対岸から見た大聖堂
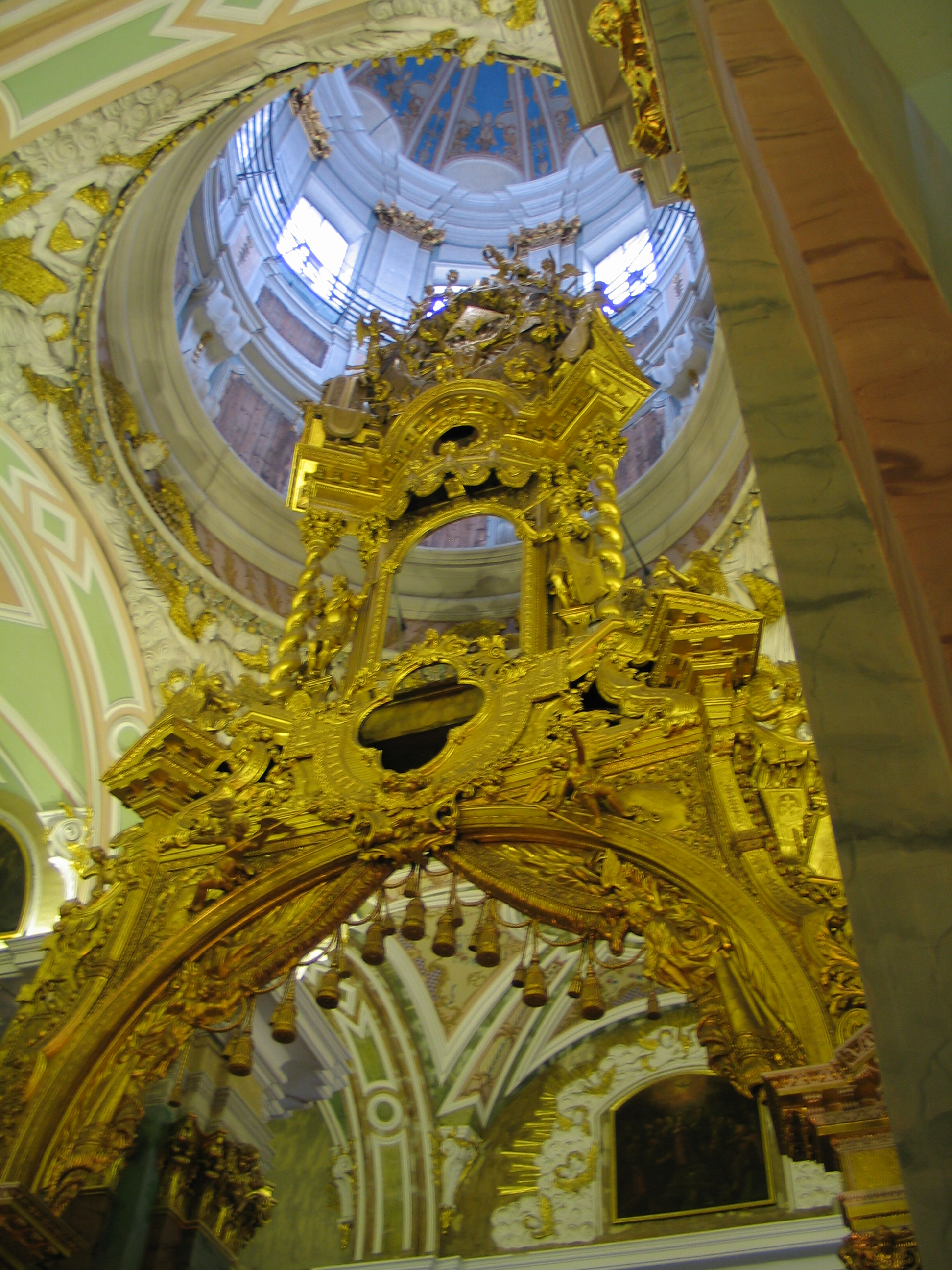
内部
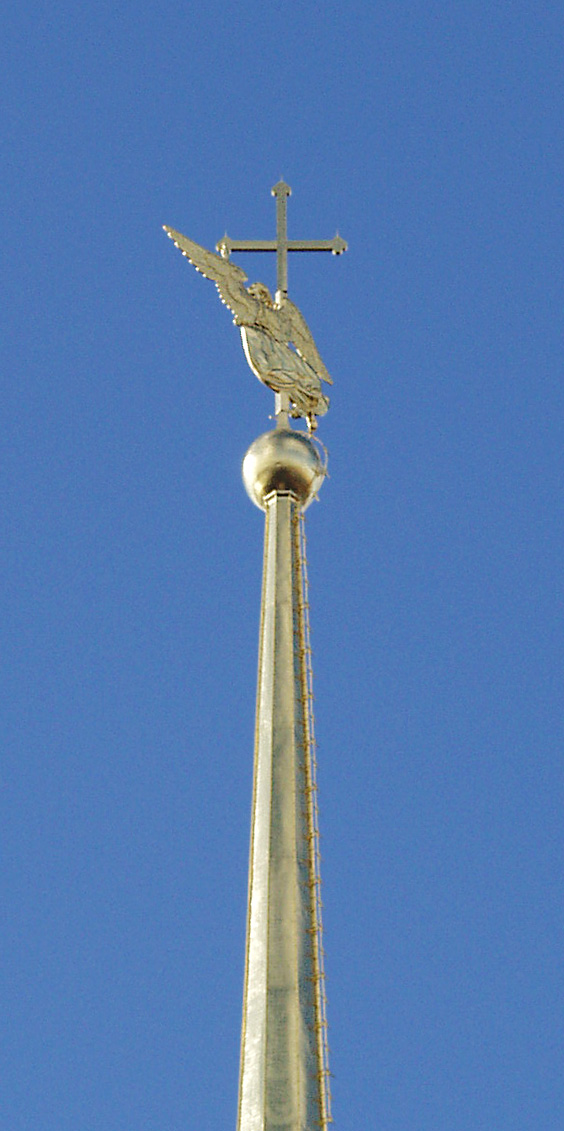
尖塔
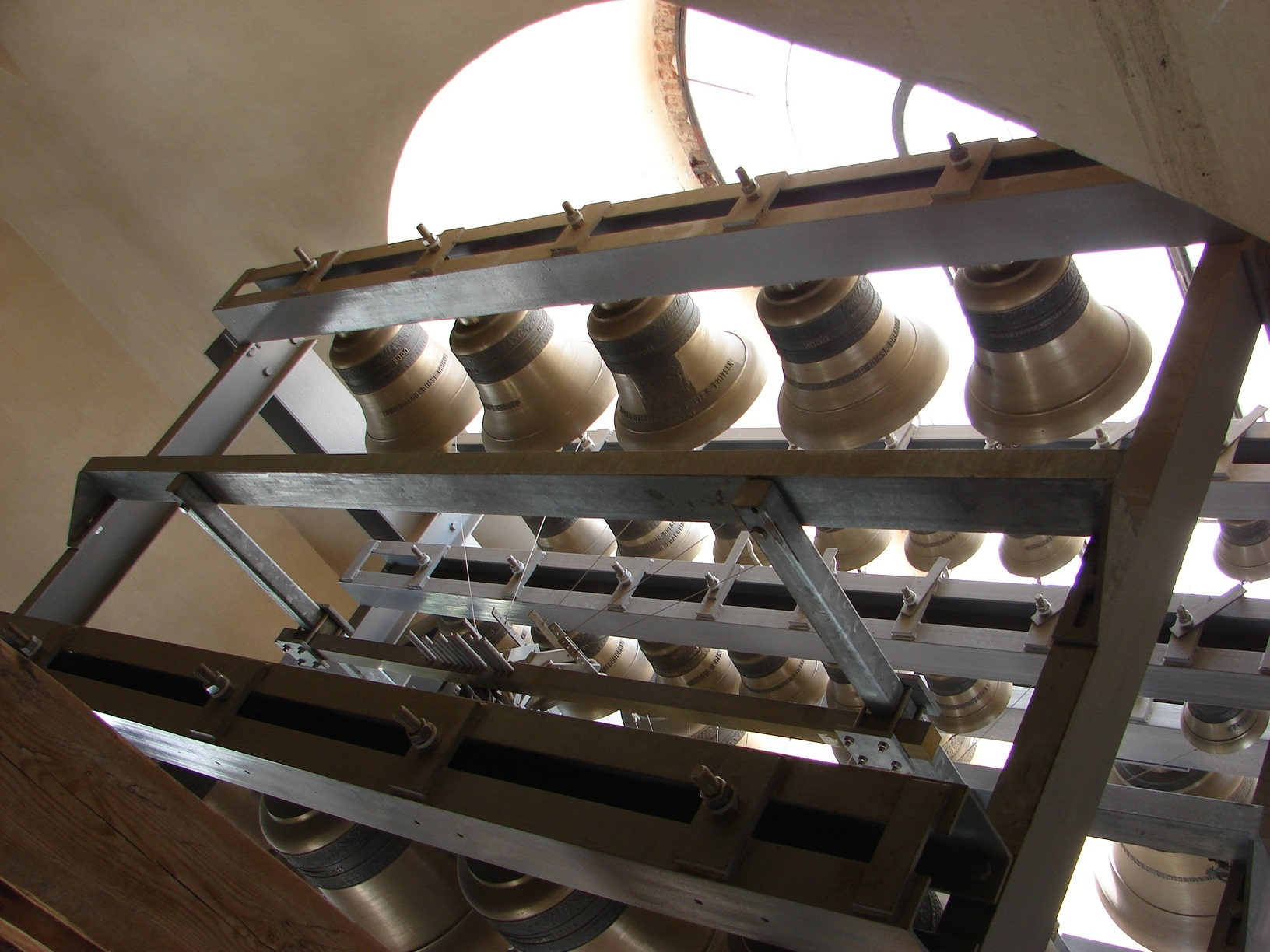
鐘
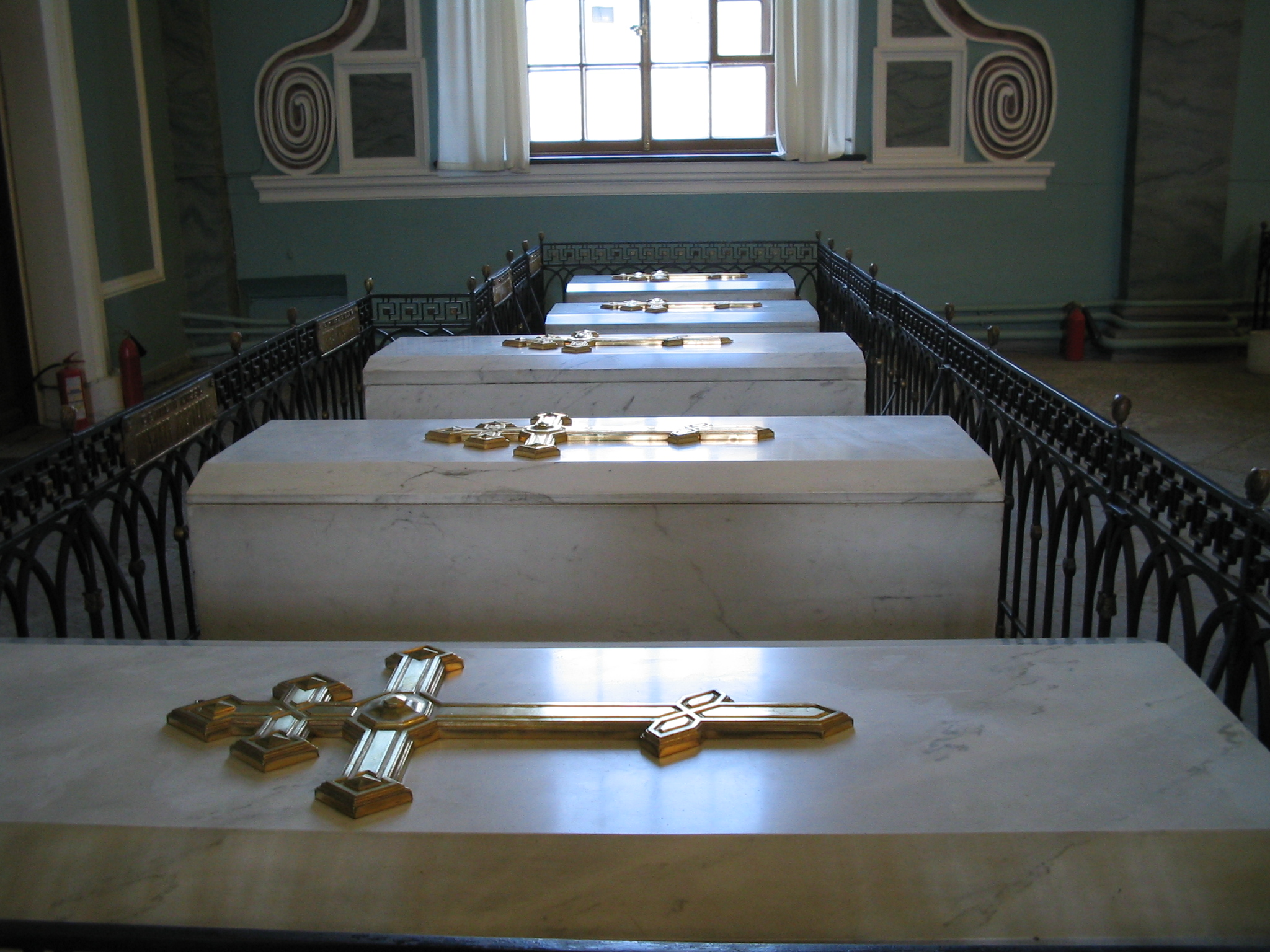
大聖堂内の棺。八端十字架が蓋にある。
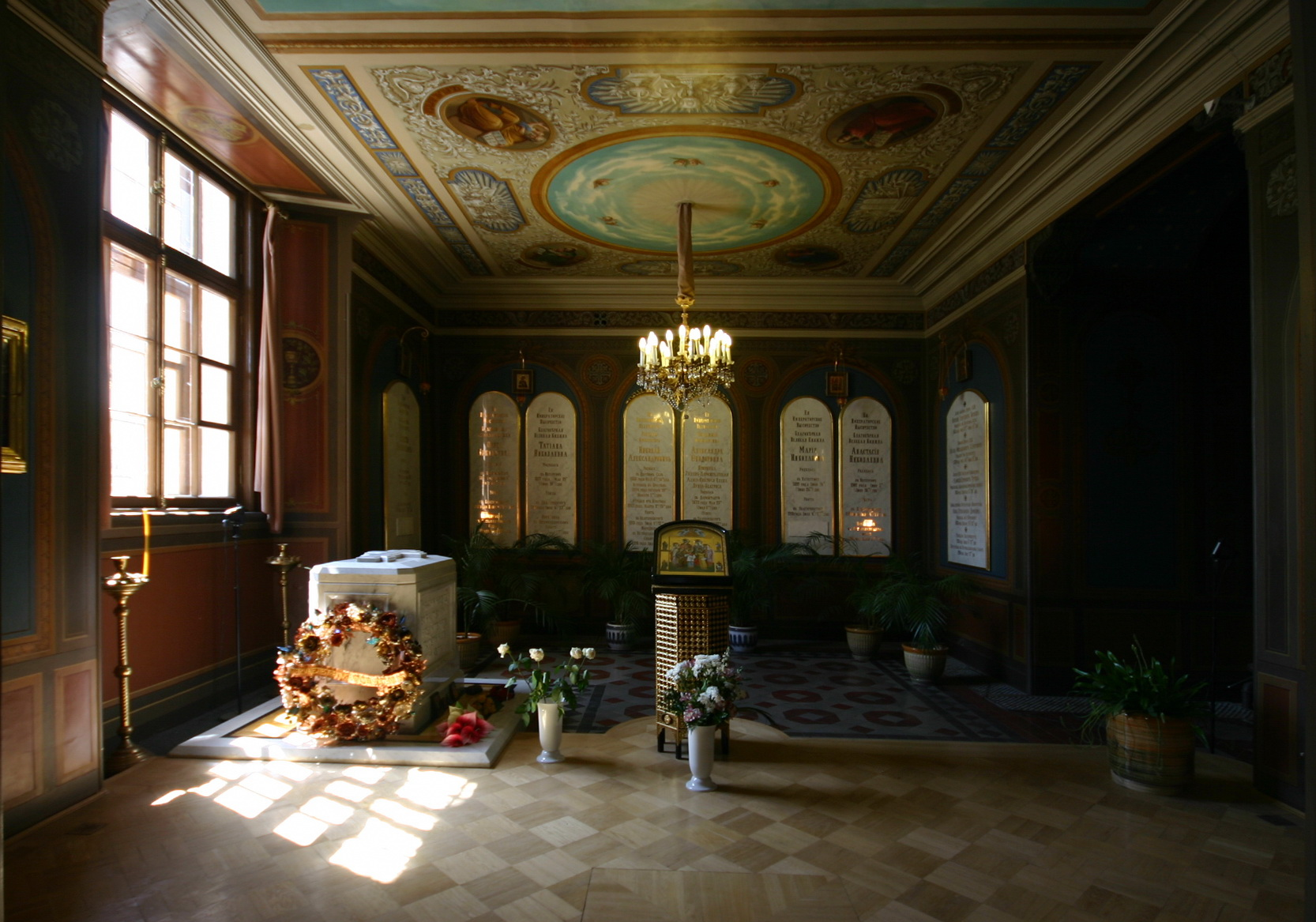
ニコライ2世の墓のある、大聖堂内の小聖堂
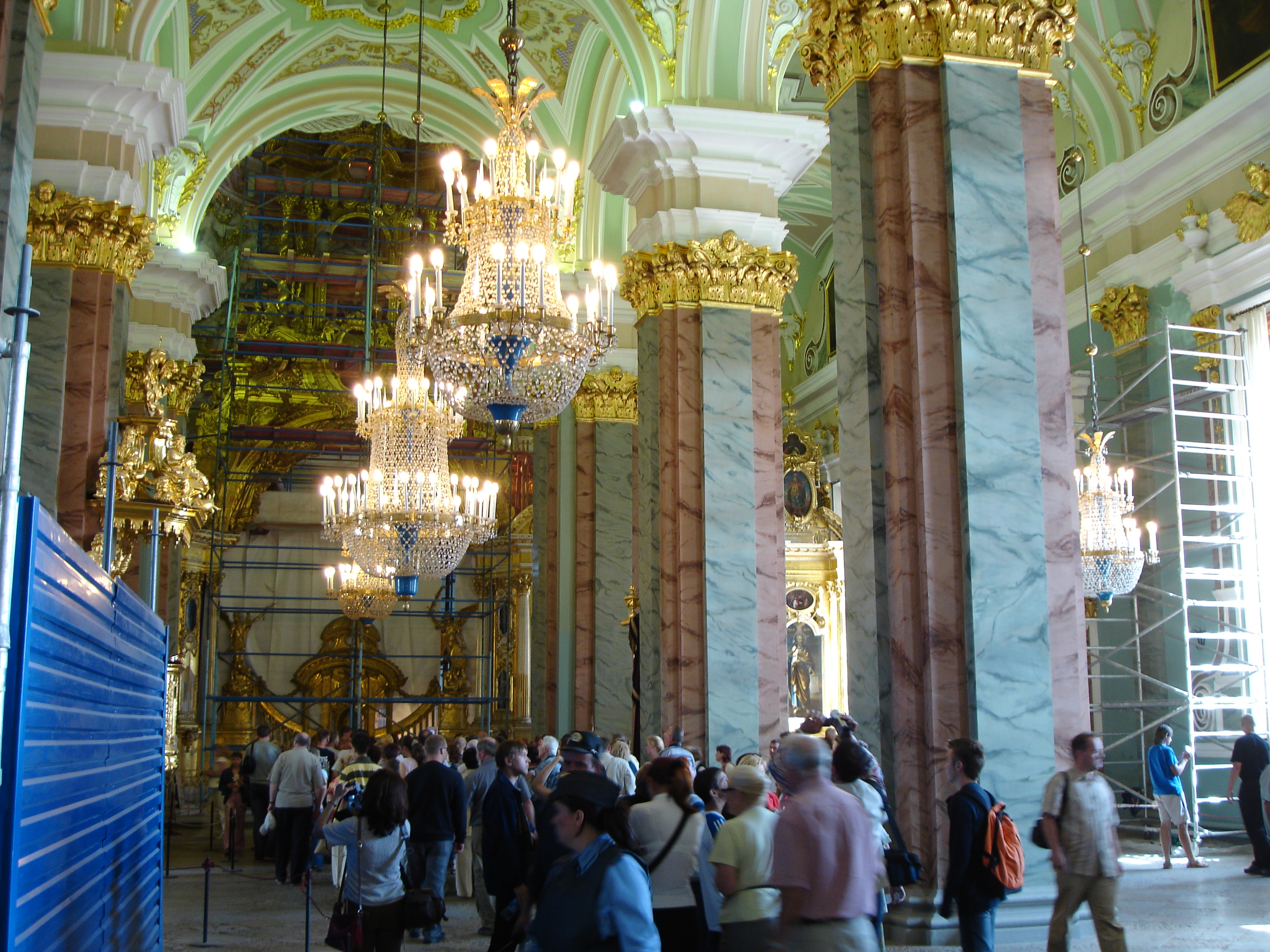
修復中の内部